# Laurie Walters
 (décembre 2021).
La mise en forme du texte ne suit pas les recommandations de Wikipédia : il faut le « wikifier ».
Les points d'amélioration suivants sont les cas les plus fréquents. Le détail des points à revoir est peut-être précisé sur la page de discussion.
- Les titres sont pré-formatés par le logiciel. Ils ne sont ni en capitales, ni en gras.
- Le texte ne doit pas être écrit en capitales (les noms de famille non plus), ni en gras, ni en italique, ni en « petit »…
- Le gras n'est utilisé que pour surligner le titre de l'article dans l'introduction, une seule fois.
- L'italique est rarement utilisé : mots en langue étrangère, titres d'œuvres, noms de bateaux, etc.
- Les citations ne sont pas en italique mais en corps de texte normal. Elles sont entourées par des guillemets français : « et ».
- Les listes à puces sont à éviter, des paragraphes rédigés étant largement préférés. Les tableaux sont à réserver à la présentation de données structurées (résultats, etc.).
- Les appels de note de bas de page (petits chiffres en exposant, introduits par l'outil «  Source ») sont à placer entre la fin de phrase et le point final[comme ça].
- Les liens internes (vers d'autres articles de Wikipédia) sont à choisir avec parcimonie. Créez des liens vers des articles approfondissant le sujet. Les termes génériques sans rapport avec le sujet sont à éviter, ainsi que les répétitions de liens vers un même terme.
- Les liens externes sont à placer uniquement dans une section « Liens externes », à la fin de l'article. Ces liens sont à choisir avec parcimonie suivant les règles définies. Si un lien sert de source à l'article, son insertion dans le texte est à faire par les notes de bas de page.
- La présentation des références doit suivre les conventions bibliographiques. Il est recommandé d'utiliser les modèles {{Ouvrage}}, {{Chapitre}}, {{Article}}, {{Lien web}} et/ou {{Bibliographie}}. Le mode d'édition visuel peut mettre en forme automatiquement les références.
- Insérer une infobox (cadre d'informations à droite) n'est pas obligatoire pour parachever la mise en page.

Pour une aide détaillée, merci de consulter Aide:Wikification.
Si vous pensez que ces points ont été résolus, vous pouvez retirer ce bandeau et améliorer la mise en forme d'un autre article.
 (décembre 2021).
Si vous disposez d'ouvrages ou d'articles de référence ou si vous connaissez des sites web de qualité traitant du thème abordé ici, merci de compléter l'article en donnant les références utiles à sa vérifiabilité et en les liant à la section « Notes et références ».
Laurie Jean Walters Slade (née le 8 janvier 1947) est une actrice américaine à la retraite, surtout connue pour son rôle de Joanie Bradford dans la série télévisée Huit, ça suffit !, diffusée de 1977 à 1981 sur ABC.

## Biographie
(décembre 2021).
Le contenu est difficilement compréhensible vu les erreurs de traduction, qui sont peut-être dues à l'utilisation d'un logiciel de traduction automatique.
Laurie Jean Walters, née à San Francisco, en Californie, est l'aînée des huit acteurs jouant les enfants Bradford, bien que son personnage, Joanie Bradford, soit la troisième enfant la plus âgée de la famille. Laurie a six mois de plus que Betty Buckley (née le 3 juillet 1947), qui jouait la belle-mère de son personnage. Le premier rôle à l'écran de Laurie est Sheila Grove dans The Harrad Experiment, en 1973.
Laurie Walters, à partir de 1999, vit à Los Angeles, où elle travaille comme écologiste[réf. nécessaire]. Plus récemment[Quand ?], elle joue dans des pièces de théâtre dans la région de la Californie du Sud et dirige des productions théâtrales à Ojai,  en Californie, sous son nom de femme mariée, Laurie Walters Slade. Elle est, plus tard[Quand ?], responsable des acquisitions de films pour un service de films par abonnement appelé Ironweed Films. 

## Filmographie

### Cinéma
- 1973 : The Harrad Experiment : Sheila Grove
- 1973 : Warlock Moon : Jenny Macallister / Ghost Bride
- 1974 : Harrad Summer : Sheila Grove
- 1999 : The Common Sense of the Wisdom Tree : l'arbre de la sagesse (voix)

### Télévision

#### Téléfilms
- 1972 : The People : Karen Diémus
- 1975 : Returning Home : Wilma Parish
- 1987 : Eight Is Enough: A Family Reunion : Joanie Bradford
- 1988 : The Taking of Flight 847: The Uli Derickson Story (en) : Jane
- 1989 : An Eight Is Enough Wedding : Joanie Bradford

#### Séries télévisées
- 1975 : Canon : Ellen
- 1975 : The Rookies : Callie (épisode La fête des dames)
- 1975 : Happy Days : Suzanne (épisode Un rendez-vous avec Fonzie)
- 1977 : Insight : Katie Werner (épisode Je veux mourir)
- 1977-1981 : Huit, ça suffit !: Joanie Bradford (rôle principal)
- 1978 : La croisière s'amuse : Roberta Potter (1 épisode)
- 1980 : La croisière s'amuse : Laura Roger (1 épisode)
- 1981 : L'Île fantastique : Lisa Bergmann (1 épisode)
- 1982 : L'Île fantastique : Harriet Wilson (1 épisode)
- 1985 : Rythme hollywoodien : Diane (épisode Filles, Filles, Filles)
- 1985 : Cheers : Jacqueline Bisset (épisode Pari au bar)
- 1987 : Duo : Amanda (épisodes Ouverture, Prélude)
- 1987 : Les Routes du paradis : Michelle Raines (épisodes Le meilleur ami de l'homme : parties 1 et 2)
- 1990 : Columbo : Hélène Ashcroft (épisode Meurtre en deux temps)
- 1990 : Drague : Sara Tilson (épisode Victime Victime)
- 1993 : Ombre du soir : Mme Norris (épisode École privée)